# ملامین سیانورات
ملامین سیانورات (به انگلیسی: Melamine cyanurate) یک ترکیب شیمیایی با شناسه پاب‌کم ۹۳۱۹۸ است. که جرم مولی آن ۲۵۵٫۱۹ g/mol می‌باشد. 